# Zvi Yanai
Zvi Yanai (en hébreu:  צבי ינאי ) est un écrivain israélien né le 9 juin 1935 à Pescara, Italie comme  Sandro Toth, et mort le 16 décembre 2013.
Il s'installe en Palestine en 1945 et devient parachutiste dans l'armée. Il commença à travailler pour IBM en 1970, puis devient haut fonctionnaire directeur du ministère de la culture. Il édite en parallèle la revue Mahshavot et entame une carrière d'écrivain, devenant un auteur de best-sellers en Israël.

## Œuvres
- 1994: בעקבות המחשבות : על היקום, על הטבע ועל האדם
- 2000: החיפוש האינסופי : שיחות עם מדענים
- 2005: מסע לתודעת הטבע
- 2006: שלך סנדרו